# Aurelio Malfa
Aurelio Wilmo Malfa (* 31. August 1942 auf Sizilien; † 23. November 2004 in Berlin) war ein italienischer Schauspieler.

## Leben und Karriere
Aurelio Malfa wurde vor allem durch die ZDF-Serie Unser Charly bekannt, für die er bis zuletzt vor der Kamera stand. Hier spielte der gebürtige Italiener seit der 1. Staffel 1995 die Rolle des fürsorglichen und stets gute Laune verbreitenden Tierpflegers der Tierauffangstation Rodolfo Lombardi.
Aurelio Malfa wuchs in einem sizilianischen Dorf auf und lernte zunächst, der Mutter zuliebe, einen „anständigen“ Beruf als Buchhalter. Im Keller des Hauses seiner Eltern betrieb er ein kleines Bistro und spielte Gitarre für seine Gäste. Nach einem Besuch bei seinem Onkel in Deutschland entschied er sich dann dazu, dort sein Glück zu versuchen, da er merkte, dass er mit seinem lebenslustigen, charmanten Wesen und seinem attraktiven Äußeren sehr gut ankam und Geld verdienen konnte. Im Europa-Center in Berlin bekam er in einem italienischen Restaurant einen Job als Musiker und unterhielt – vor allem – die weiblichen Gäste. Hier wurde er schließlich entdeckt und für die Komödie am Kurfürstendamm engagiert.
Von 1974 bis kurz vor seinem Tod spielte Malfa zahlreiche Rollen auf der Bühne und vor der Kamera – und immer als „Berufsitaliener“. Neben Engagements an Theatern in Wien und Berlin wirkte Malfa auch in zahlreichen Film- und Fernsehproduktionen mit. Auch in Folge 82 der Kindersendung Löwenzahn spielte er einen Besitzer eines italienischen Restaurants.
Außer seiner Muttersprache Italienisch sprach Aurelio Malfa Deutsch, Englisch, Französisch und Spanisch. Neben seiner künstlerischen Tätigkeit betrieb er auch das Restaurant „Aurelio“ in der Markgraf-Albrecht-Straße 10 in Berlin.
Aurelio Malfa wurde Ende August 2004 in seinem Restaurant ohnmächtig aufgefunden, vermutlich nach einem schweren Asthmaanfall. Nachdem er drei Monate im Koma gelegen hatte, starb er im November 2004 mit 62 Jahren in Berlin, ohne das Bewusstsein wiedererlangt zu haben. 
Beigesetzt wurde er auf Sizilien in einer Familiengruft.

## Filmografie (Auswahl)
- 1976: Alle Jahre wieder – Die Familie Semmeling (Miniserie, 3 Folgen)
- 1976: Direktion City (Fernsehserie, Folge 1x09)
- 1976: Tatort: Der Mann auf dem Hochsitz (Fernsehfilm)
- 1979: Ein Mann für alle Fälle (Fernsehserie)
- 1979: Achtung Kunstdiebe (Fernsehserie, Folge 1x06)
- 1980: Total vereist
- 1981: Tatort: Katz und Mäuse (Fernsehfilm)
- 1983: Kommissariat 9 (Fernsehserie, Folge 3x10)
- 1984: Ravioli (Fernsehserie, Folge 1x06)
- 1986: Detektivbüro Roth (Fernsehserie, Folge 1x19)
- 1987: Harald und Eddi (Fernsehserie, Folge 1x03)
- 1989: Umwege nach Venedig
- 1989: Löwenzahn (Fernsehserie, Folge 8x06)
- 1992: Das Traumschiff (Fernsehserie, Folge 1x19 Norwegen)
- 1994: Immer wieder Sonntag (Fernsehserie, Folge 1x18)
- 1994: Um jeden Preis (Fernsehfilm)
- 1995–2005: Unser Charly (Fernsehserie, 125 Folgen)
- 1998: A.S. – Gefahr ist sein Geschäft (Fernsehserie, Folge 3x03)
- 1998: ...die man liebt...
- 2003: Hans Christian Andersen: My Life as a Fairy Tale (Fernsehfilm)

## Hörspiele
- 1996: Rolf Schneider: Montezumas Krone (Luigi) – Regie: Rolf Schneider (Kriminalhörspiel – MDR/SFB)